# Благај (Слуњ)
Благај је насељено мјесто града Слуња, на Кордуну, Карловачка жупанија, Република Хрватска.

## Географија
Благај се налази око 13 км сјеверозападно од Слуња. Мјесто је настало спајањем бивших насеља Хрватски Благај и Српски Благај.

## Историја
Благај је постојао у средњем веку, био са статусом "трг" и доживео је велики процват у 15. веку.
Симо Скелеџић, грађанин и трговац карловачки, родом из Благаја, умро је 1799. године. Симо је оставио својом последњом вољом Фонду школском у Карловцу, своју кућу и све ствари, чија је вредност процењена на 13.521 ф. 46 новчића. Од тог новца купљена је школска зграда у Карловцу за 9.000 ф. у којој се читав век изводила настава.
У Благају је основано православно парохијско звање и почеле су да се воде црквене матице 1780-1782. године. Православни храм посвећен Св. Георгију постојао је 1846. године, када су свештеници били Кузман и Симеон Мерђеновић. Благајска парохија је тада имала 2184 православца, а ка њој су гравитирале парохијске филијале: Цвијановић брдо, Кремен (са црквом Св. Николе), Гнојнице, Миљевац, Горња Глина, Глинице, Глина, Бандино село и Црно врело (са црквом Св. Параскеве).
Благај се од распада Југославије до августа 1995. године налазио у Републици Српској Крајини.

### Усташки злочини у Другом светском рату
Тако су усташе из Загреба и Слуња, 7. маја 1941. дошле у Вељун, срез Слуњ и похватале око 600 Срба, 500 су исте вечери одвели у Хрватски Благај и тамо убили.
Попова јама – бездан у Хрватском Благају – Вељунски покољ 520 Срба мушкараца.

## Становништво
Према попису становништва из 2011. године, насеље Благај је имало 27 становника.
| Демографија | Демографија | Демографија |
| Година      | Становника  | Становника  |
| ----------- | ----------- | ----------- |
| 1961.       | 345         |             |
| 1971.       | 219         |             |
| 1981.       | 104         |             |
| 1991.       | 128         |             |
| 2001.       | 38          |             |
| 2011.       |             | 27          |